# Sindangresmi (Sindangresmi)
Sindangresmi is een bestuurslaag in het regentschap Pandeglang van de provincie Banten, Indonesië. Sindangresmi telt 1857 inwoners (volkstelling 2010).